# 東南鐵路

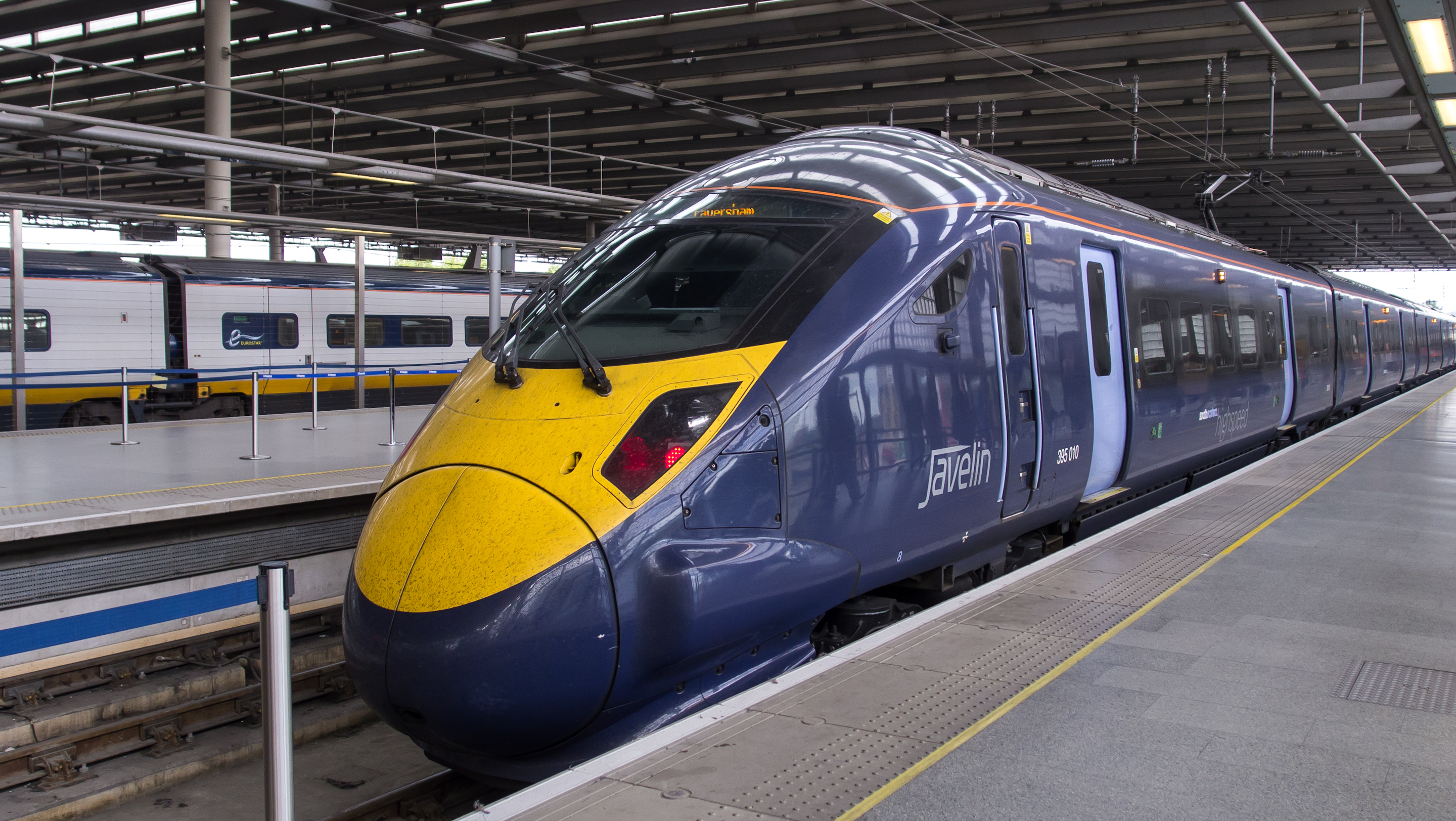
東南鐵路的列車

倫敦與東南鐵路公司（London & South Eastern Railway Limited），通常以東南鐵路（Southeastern）作為營運時的商標名，是英國的一家鐵路客運公司，於2006年4月1日取得鐵路客運的專營權，以取代之前公營的東南列車公司（South Eastern Trains）。東南鐵路經營的大部分鐵路線都位於東南英格蘭，大多位於肯特郡和東薩塞克斯郡。

## 外部連結
- Southeastern official web site （页面存档备份，存于）